# Campionato centramericano femminile di pallacanestro 2018
Il 22º Campionato dell'America Centrale e Caraibico Femminile di Pallacanestro FIBA (noto anche come FIBA Centrobasket for Women 2018) si è svolto dal 20 al 24 agosto del 2018 a Manatí a Porto Rico. Il torneo è stato vinto dalla nazionale portoricana.
I FIBA Centrobasket sono una manifestazione contesa dalle squadre nazionali di Messico, Centro America e Caraibi, organizzata dalla CONCENCABA (Confederazione America Centrale e Caraibi), nell'ambito della FIBA Americas.

## Squadre partecipanti
- Bahamas
- Costa Rica
- Cuba
- Guatemala
- Messico
- Porto Rico
- Rep. Dominicana

## Classifica finale
| Pos | Squadra | V-P |
| --- | --- | --- |
|     | Porto Rico0 O'Neill, 2 Meléndez, 3 Maldonado, 5 Rosado, 9 Gibson, 11 González, 12 Salamán, 14 Plácido, 22 Pérez, 23 Jones, 24 Gwathmey, 25 Quiñones, All. Jerry Batista    |     |
|     | Cuba4 Ochoa, 6 Martínez, 9 Amargo, 10 Tornell, 11 Cepeda, 14 Oquendo, 15 Ávila, 19 Pérez, 20 Bécquer, 21 Bouly, 23 Galindo, All. Alberto Zabala                            |     |
|     | Messico4 Arellano, 5 Luna, 7 Taylor, 8 Beltrán, 9 Silva, 10 Moreno, 11 Pardo, 12 Ávila, 13 Asencio, 14 Valenzuela, 15 C. Ramos, All. Pedro Ramos                           |     |
| 4   | Rep. Dominicana2 Frías, 3 Jiménez, 4 Zapata, 5 Morton, 6 Estrella, 7 Paniagua, 9 Evangelista, 12 Jones, 13 Reynoso, 14 Rodríguez, 15 Monsac, 16 Soto, All. Teresa Durán    |     |
| 5   | Bahamas4 Thompson, 5 Fernander, 6 Greene, 8 Forbes, 9 Lewis, 10 Demeritte, 11 Dean, 12 Neely, 13 Moss, 14 Grant, 15 Harrison, All. Wayde Watson                            |     |
| 6   | Costa Rica4 Matamoros, 5 Gálvez, 7 Jiménez, 8 Malavass, 9 Miller, 10 Quesada, 12 Pinnock, 13 Reyna, 15 M. Mora, 19 Sánchez, 38 P. Mora, 77 Alfaro, All. Cristian Chavarría |     |
| 7   | Guatemala3 Larrañaga, 4 López, 5 Cano, 6 García, 7 Juarez, 8 González, 9 Rivera, 11 Camacho, 12 E. Rosales, 13 Rivas, 14 Vásquez, 19 A. Rosales, All. Jason Pennant        |     |